# 路德维希·贝克
路德维希·贝克，全名路德维希·奥古斯特·特奥多尔·贝克（德語：Ludwig August Theodor Beck；1880年1月29日—1944年7月20日），德国大將，因參與試圖以暗殺元首希特勒推翻納粹黨政府之7月20日密謀案，而於同日遭槍決。

## 生平

### 早年
貝克於1880年6月29日出生於德意志帝国普鲁士王国的黑森-拿騷省的比布里希（現為黑森州威斯巴登市的一個區），父親貝莎（娘家姓德勞特）和實業家路德維希·格奧爾格·恩斯特·威廉·貝克。
第一次世界大戰期間，他加入了德意志帝国陆军，在西線服役擔任參謀。戰後他擔任過各種參謀和指揮職務。1931年和1932年，他領導陸軍部（Truppenamt）的陸軍作家小組出版了《德國陸軍作戰手冊》（Truppenführung）。

### 威瑪共和國時期
第一部分於1933年頒布，第二部分於1934年頒布。修改後的版本至今仍被聯邦國防軍使用。1932年，他晉升為中將。兩年後，即1934年，他接替威廉·亞當將軍，擔任偽裝總參謀長（由于《凡爾賽條約》明確禁止總參謀部的存在）。
1930年9月和10月，貝克作為主要辯方證人出席了萊比錫對三名國防軍下級軍官的審判：理查德·謝林格中尉、漢斯·弗里德里希·溫特和漢斯·盧丁。這三人被指控為納粹黨成員，儘管國防軍成員被禁止加入政黨。三名軍官承認了自己的黨員身份，並以不應禁止國防軍人員加入納粹黨為辯護理由。當這三名軍官因在基地分發納粹文獻而被捕時，這三名納粹軍官所屬的烏爾姆第五砲兵團的指揮官貝克勃然大怒，並辯稱，自從納粹黨作為一支正義的力量，德國國防軍人員不應該被禁止入黨。在初步聽證會上，貝克代表三名警官發言。
在萊比錫對盧丁和謝林格的審判中，貝克證明了被告的良好品格，將納粹黨描述為德國生活中的積極力量，並宣稱他相信國防軍對納粹黨成員的禁令應該被撤銷。當謝林格中尉談到未來的戰爭時，納粹黨和國防軍將在一場“解放戰爭”中攜手並肩，廢除《凡爾賽條約》，貝克作證支持謝林格，“國防軍每天都被告知，這是一支由領導人組成的軍隊。一個年輕軍官能理解什麼？”
約翰·惠勒-貝內特爵士等歷史學家指出，貝克故意歪曲漢斯·馮·塞克特的領袖军队（Führerarmee）的原則，該原則訓練士兵成為領導者，以應對軍隊擴張超出條約允許的範圍，試圖將其應用於政治。

### 納粹德國的早期生涯
1933年，在親眼目睹納粹的大清洗後，貝克寫道：“我多年來一直希望政治革命，現在我的願望實現了。這是自1918年以來的第一縷希望。”1934年7月，在奧地利納粹政變失敗後，貝克對納粹外交政策將德國捲入“不成熟的戰爭”表示了一些擔憂，這導致貝克警告說，那些處於“領導地位”的人必須明白，外國冒險可能會導致德國被迫進行“屈辱的撤退”，這可能會導致政權的終結。1934年8月，保羅·馮·興登堡總統去世後，希特勒接管了總統權力，尤其是總司令的職位，貝克寫道，希特勒的舉動為希特勒的軍事行動創造了“有利條件”。
貝克因其戰術手冊《德國陸軍作戰手冊》的出版而贏得了尊重。貝克和維爾納·馮·弗里奇將軍在就任指揮職務之前都曾指揮過位於奧得河畔法蘭克福的第1騎兵師。在擔任陸軍參謀長（1933-1935）和總參謀長（1935-1938）期間，貝克鼓勵裝甲部隊的發展，但沒有達到像海因茨·古德里安這樣的裝甲戰倡導者那樣的程度。在貝克的強權政治構想中，讓德國軍事實力恢復到1919年之前的水平至關重要，從1933年下半年開始，他主張軍費開支水平甚至超過希特勒所考慮的水平。一旦德國得到充分的重新武裝，貝克認為帝國應該發動一系列戰爭，使德國成為歐洲最重要的強國，並將整個中歐和東歐納入德國的勢力範圍。
作為總參謀長，貝克住在柏林利希特費爾德郊區的一所簡陋的家裡，每天從09:00到19:00正常工作。作為總參謀長，貝克因其智慧和職業道德而受到廣泛尊重，但經常受到其他軍官的批評，因為他對行政細節過於感興趣。1934年，貝克寫道一份關於英國陸軍裝甲演習的長報告的長篇附信，作為鼓勵對裝甲戰興趣的一種方式。在貝克看來，總參謀部的角色是，戰爭部長僅承擔行政職能，而總參謀長應該能夠直接向帝國領導層提供建議。他的觀點導致了與陸軍元帥維爾納·馮·布隆伯格的衝突，陸軍元帥維爾納·馮·布隆伯格對貝克削弱他權力的行為感到不滿。

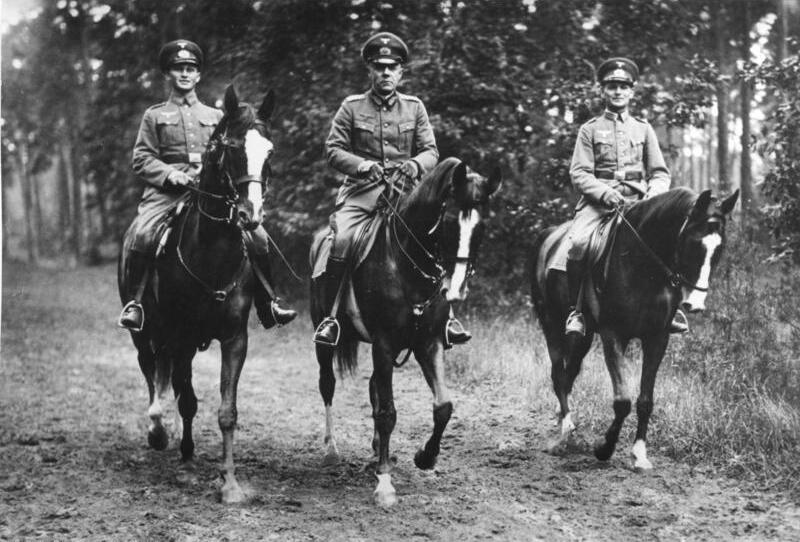
1936年柏林的贝克

1936年，貝克在萊茵蘭重新軍事化期間強烈支持希特勒反對布隆伯格，後者擔心法國對這一舉動的反應。到1937年底和1938年初，貝克與其他軍官就總參謀部在德國軍事等級制度中的地位和重要性產生了越來越大的衝突，貝克希望將所有重要的決策權都交給總參謀部。
20世紀30年代中期，貝克開始創建自己的德國武官情報網絡，用於收集和洩露信息。除了武官之外，貝克還為他的私人情報網絡招募平民，最著名的志願者是卡爾·戈德勒。
1937年5月，貝克拒絕起草執行德國入侵奧地利計劃的命令，理由是這樣做可能會在德國做好準備之前引發世界大戰。1938年2月至3月德奧合併期間，貝克確信對奧地利採取行動不會引發戰爭後，他迅速為奧托下達了命令。在貝克的強權政治概念中，如果戰爭是有限的，並且德國擁有足夠的實力並擁有足夠強大的盟友，那麼戰爭是德國恢復強國的必要組成部分。
在1938年初的布隆伯格-弗里奇危機期間，貝克看到了一個機會，可以重申軍隊的利益和權力，以對抗他認為的黨衛軍的過度權力。

### 戰前與希特勒的衝突
貝克對阿道夫·希特勒遏制軍隊影響力地位的努力感到不滿。作為總參謀長，貝克很早就試圖阻止希特勒利用捷克斯洛伐克蘇台德地區的不滿作為1938年戰爭的藉口，因为該地區的大部分人口是德意志人。

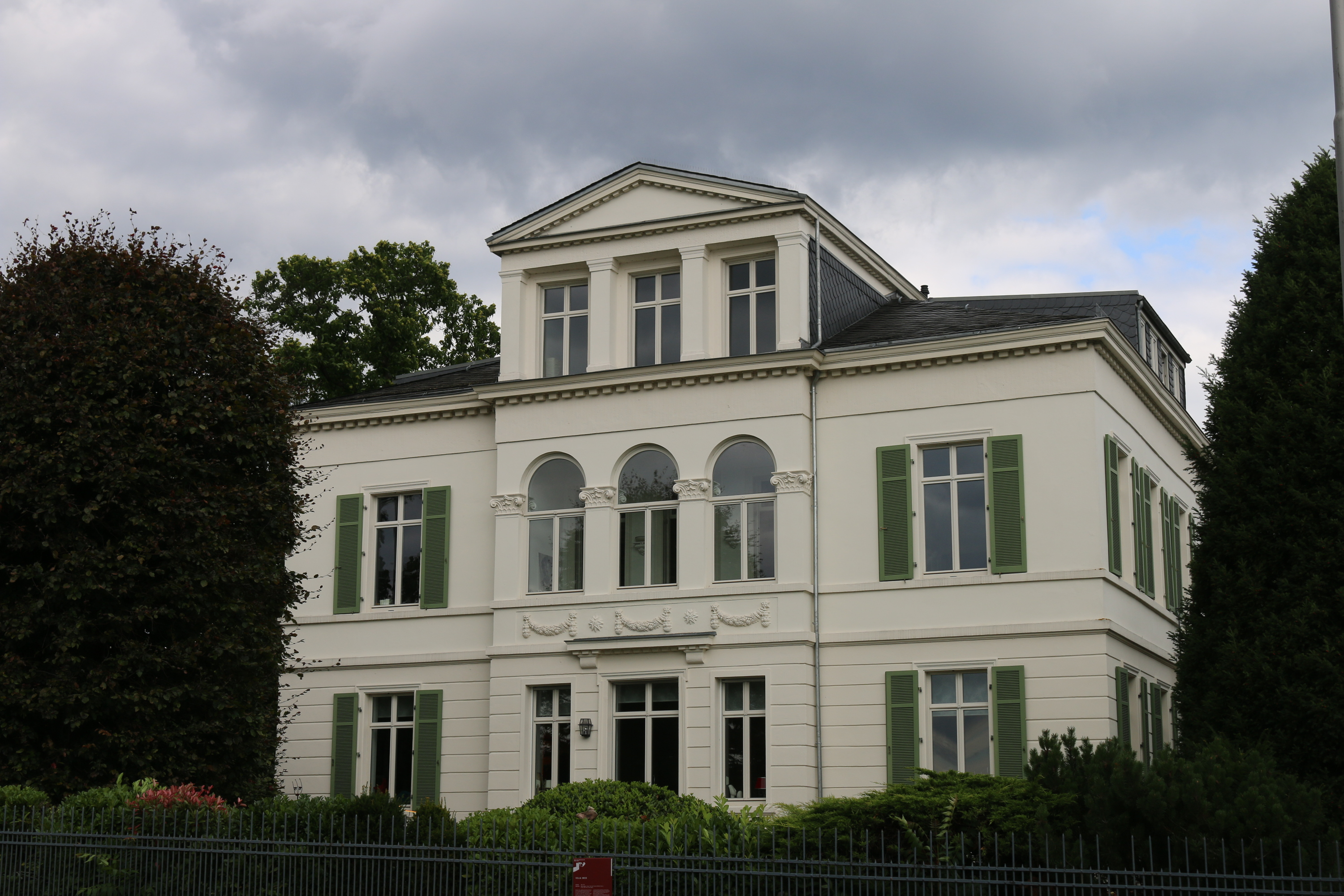
贝克在威斯巴登的住所

貝克在道義上不反對通過侵略戰爭消滅捷克斯洛伐克這個國家。1935年，他與德國外交部國務秘書伯納德·馮·比洛親王和匈牙利總參謀長進行了一系列會面，討論“分裂捷克斯洛伐克”的計劃。1937年11月12日，貝克提交了一份備忘錄，指出“各種事實”表明需要“立即通過武力解決”捷克斯洛伐克問題，並且最好開始準備“站在我們立場上的那些強國之間的政治基礎”。一方或不反對我們的一方”，並且“無論是一種情況還是另一種情況的軍事討論都應該立即開始”。
然而貝克認為德國在發動這樣的戰爭之前需要更多時間重新武裝。在貝克的評估中，德國最早可能發動戰爭的日期是1940年，而1938年開始的任何戰爭都將是德國必敗的“不成熟的戰爭”。大多數將軍認為在1938年發動戰爭的想法風險很大，但沒有人會以拒絕執行命令來對抗希特勒，因為他們中的大多數人認為貝克反對1938年戰爭的論點是有缺陷的。從1938年5月起，貝克用反對绿色方案的備忘錄轟炸了希特勒、威廉·凱特爾和瓦爾特·馮·布勞希奇，反對對捷克斯洛伐克的戰爭計劃。在1938年5月5日的第一份備忘錄中，貝克辯稱，中日之间发生戰爭意味著日本將無法向德國提供援助，法國陸軍是歐洲最強大的戰鬥力量，英國肯定會站在日本一邊進行干預。
貝克在5月的備忘錄中指出，希特勒在1937年《霍斯巴赫備忘錄》中對法國的假設是錯誤的，並表示他相信法國“希望和平，或者更準確地說，厭惡一場新的戰爭”，但“在如果出現真正的威脅，或者人們認為是外交政策壓力，法國民族就會團結起來”。貝克相信“法國軍隊現在仍然完好無損，目前是歐洲最強大的”。貝克最後評論道：“德國的軍事經濟形勢很糟糕，比1917-1918年更糟糕。以目前的軍事、軍事政治和軍事經濟狀況，德國不能讓自己面臨長期戰爭的風險”。1938年5月21日至22日的五月危機進一步讓貝克認識到1938年發動戰爭的危險，並促使他加大力度阻止一場他認為德國無法獲勝的戰爭。11月1日，貝克告訴一位朋友，從五月危機開始，他腦子裡就只有一個考慮：“我怎樣才能阻止戰爭？”

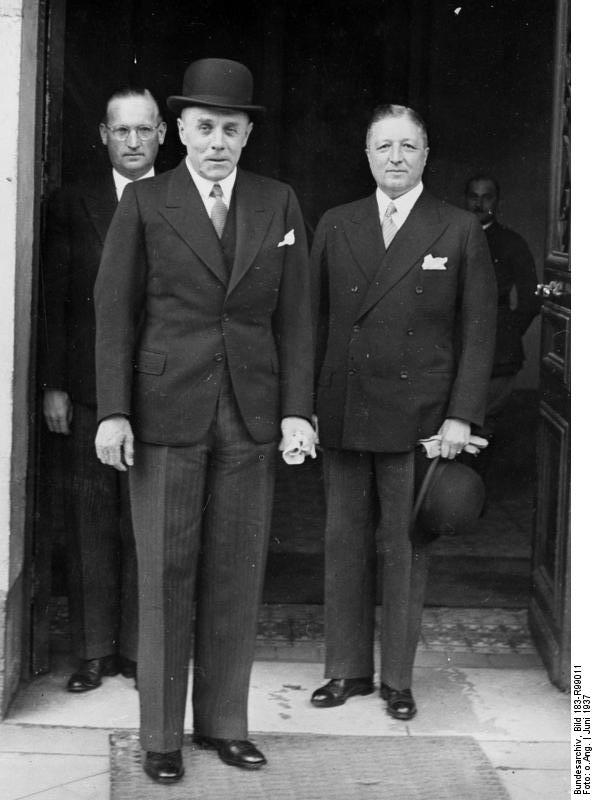
1937年德国陆军总参谋部门口，汉斯·施佩德尔（后来的德国联邦国防军总参谋长和NATO中欧战区总司令）、路德维希·贝克、埃里希·库伦塔尔（时任德国住巴黎武官）

1938年5月22日，希特勒表示，他對貝克在1930年烏爾姆審判中親納粹的證詞深表敬意，但他的觀點太過於一名國防軍將軍的觀點，而不足以成為一名國防軍將軍的觀點。希特勒評論道，貝克是“仍被十萬大軍思想囚禁的軍官之一”。1938年5月28日，貝克會見了希特勒、外交部長約阿希姆·馮·里賓特洛甫、海軍上將埃里希·雷德爾、空军元帅赫爾曼·戈林、陆军大将威廉·凱特爾和瓦爾特·馮·布勞希奇，期間希特勒重申了他在霍斯巴赫備忘錄中首次表達的觀點。作為回應，貝克於5月29日起草了另一份備忘錄，其中他提出了一個理由，即捷克斯洛伐克軍隊並不像希特勒所說的那樣是一支弱力量，並且在中歐爆發有限的地區戰爭並不現實。在同一份備忘錄中，貝克宣稱他同意希特勒關於在東歐獲得生存空間的必要性的觀點，稱捷克斯洛伐克的存在是“無法容忍的”，並得出結論說“必須找到一種方法來消除它（捷克斯洛伐克）對德國的威脅”，甚至如有必要，通過戰爭”。然而貝克認為，德國的實力不足以應對1938年襲擊捷克斯洛伐克所引發的全面戰爭，並敦促希特勒避免“不成熟的戰爭”。貝克特別指出，“判斷今天的德國比1914年更強大是不准確的”。他還提出了一個詳細的軍事案例，表明國防軍需要更多時間才能像1914年的軍隊一樣強大。此外貝克聲稱，他無法“接受對法國和英國軍事力量的這些估計……德國，無論是單獨還是與意大利結盟，在軍事上都無法與英國或法國匹敵”。
起初貝克認為希特勒在1938年倉促發動戰爭並不是因為他的個性，而是因為他接受了糟糕的軍事建議，尤其是來自凱特爾的建議。結果，貝克花了很多時間敦促重組指揮結構，以便希特勒能夠接受總參謀部的建議，並可能放棄他的侵略計劃。在1938年的一份反對戰爭的備忘錄中，貝克評論道：“元首的評論再次表明當前最高軍事顧問體系的完全不足”。貝克主張“國防軍總司令需要就戰爭領導權問題提供持續的、稱職的建議”，並預測，否則“國防軍在和平與戰爭中的未來命運，實際上是德國在戰爭中的命運”。未來的戰爭，必須用最黑的顏色來描繪”。
直到1938年6月，貝克才意識到希特勒是發動戰爭的幕後黑手。在給布勞希奇的一份備忘錄中，貝克敦促所有高級軍官威脅集體辭職，以迫使希特勒放棄1938年格倫戰役的計劃。貝克結束了對布勞希奇的呼籲：“如果他們一起行動，那麼就不可能採取軍事行動……如果在這種時候處於最高權力地位的士兵只將自己的職責和任務視為自己的職責和任務。只顧自己的軍事責任，而沒有意識到自己對全體人民的更高責任，那就表現出缺乏偉大，缺乏責任感。非常時期需要非常行動！”
貝克發起的大規模辭職運動並不是為了推翻希特勒，而是為了說服希特勒放棄1938年的戰爭計劃，並清除納粹黨中某些貝克認為具有負面影響的“激進”分子。貝克與德國國防軍司令威廉·卡納里斯海軍上將和德國外交部國務秘書恩斯特·馮·魏茨澤克男爵一起，是德國政府“反戰”團體的領導人，該團體決心避免1938年的戰爭，因為他們認為德國會輸。該組織不一定致力於推翻政權，但與另一個更激進的組織，即以漢斯·奧斯特上校和漢斯·貝恩德·吉塞維烏斯為中心的“反納粹”派系鬆散結盟，該派系希望利用這場危機作為藉口發動政變推翻納粹政權。兩派之間的不同目標造成了相當大的緊張關係。
在1938年6月總參謀部的一份研究中，貝克得出的結論是，德國可以擊敗捷克斯洛伐克，但這樣做會使德國西部兵力空缺，這可以讓法國人輕鬆佔領萊茵蘭。貝克認為，捷克斯洛伐克的防禦非常強大，布拉格至少可以調動38個師，而德軍至少需要30個師才能突破，而這需要至少三週的戰役。貝克的結論是希特勒關於1938年有限戰爭的假設是錯誤的。1938年7月，在看到布勞希奇出示貝克於1938年5月5日反對绿色方案的備忘錄後，希特勒稱貝克的論點為「幼稚的計算」（kindische Kräfteberechnungen）。在1938年7月的另一份備忘錄中，貝克聲稱，對捷克斯洛伐克、法國和英國的戰爭將以德國的失敗告終，並敦促希特勒推遲其侵略計劃，直到德國強大到足以進行這樣的戰爭。1938年7月下旬，貝克的主要門生埃里希·馮·曼施坦因寫信給他的導師，敦促他堅守崗位並對希特勒抱有信心。7月29日，貝克寫了一份備忘錄，指出德國陸軍有責任為可能與外敵發生的戰爭以及“只需要在柏林發生的內部衝突”做好準備。7月29日的備忘錄通常被認為是貝克推翻納粹政權努力的開始。
1938年8月，貝克向布勞希奇建議，有必要對納粹政權進行“大掃除”，這樣可以減少黨衛軍的影響，但希特勒將繼續擔任獨裁者。在8月10日召開的由帝國主要將領參加的峰會上，希特勒花了很多時間攻擊貝克反對法爾·格倫的論點，並贏得了大多數將軍的支持。8月18日，貝克獨自辭職。他的總參謀長職位被弗朗茨·哈爾德將軍取代。在希特勒的要求下，貝克對自己的辭職保密，從而使他辭職的抗議價值無效。希特勒向貝克保證，如果他保守辭職秘密，他將獲得一個主要的戰地指揮權，而貝克在他被列入退休名單後感到非常失望。

### 抵抗主義
在接下來的幾年裡，貝克在柏林的公寓裡退休生活，不再對德國軍事事務產生任何有意義的影響。他對希特勒的反對使他與少數意圖推翻獨裁者的高級官員取得了聯繫，他的家成為反對派小圈子的總部。他越來越依賴與英國的接觸，希望倫敦能夠通過威脅和警告成功地對希特勒施加影響，但他失敗了。
貝克和他的陰謀者知道，如果法國和英國在1938年幫助捷克斯洛伐克，德國肯定會迅速失敗。因此他們聯繫了英國外交部，將他們的陰謀告知英國，並要求英國發出嚴厲警告，以阻止希特勒攻擊捷克斯洛伐克。1938年9月，英國首相內維爾·張伯倫、法國總理愛德華·達拉第和意大利總理貝尼托·墨索里尼簽署了《慕尼黑協定》，將蘇台德地區從捷克斯洛伐克移交給德國。這結束了危機，也結束了貝克發動政變的努力。
1939年秋，貝克與德國陸軍軍官、政治家和公務員進行了接觸，其中包括哈爾德將軍、哈爾馬·沙赫特博士、卡爾·戈爾德勒、威廉·卡納里斯海軍上將和漢斯·奧斯特上校，討論發動政變推翻德國政府的可能性。那時，貝克已經認識到，如果在不拔除希特勒的情况下推翻納粹政權是不可能的。政變成功後，德國將由貝克、戈爾德勒和沙赫特三人組統治，他們將與英國和法國談判和平，這將使德國保留其大部分征服地，包括奧地利、整個波蘭西部和帝國波希米亞-摩拉維亞保護國。
戰爭初期，波蘭被佔領之後，法國和低地國家遭到攻擊之前，德國抵抗運動尋求教皇庇護十二世的協助，準備發動政變推翻希特勒。約瑟夫·穆勒被派往羅馬執行秘密任務。梵蒂岡認為穆勒是貝克的代表，並同意提供陰謀者和盟軍之間的調解機制。
教皇與英國的弗朗西斯·達西·奧斯本進行了秘密的來回溝通。英國人不置可否，但抵抗運動受到了會談的鼓舞。1940年1月至2月，戈爾德勒、貝克、烏爾里希·馮·哈塞爾和約翰內斯·波皮茨之間的一系列會議達成協議，當納粹政權被推翻時，貝克將領導攝政委員會，該委員會將統治德國。1940年和1941年，貝克花了很多時間與戈德勒、哈塞爾和歐文·馮·維茨萊本一起討論成功推翻政權後提出的新國家的各個方面。

### 7·20密谋案
1943年，貝克計劃兩次用炸彈殺死希特勒，但均未成功。1944年5月，陸軍元帥埃爾文·隆美爾的一份備忘錄明確表示，他參與擬議的政變是出於條件是貝克擔任新政府的國家元首。1944年，他與卡爾·戈爾德勒和克勞斯·馮·施陶芬貝格上校一起成為7月20日陰謀的推動者之一。有人提議貝克將成為攝政王（Reichsverweser）和臨時政府首腦，在希特勒被消滅後將在德國掌權。
原本政變份子計畫在希特勒被刺殺後組成新政府來向盟軍談和，但因為其行動的失敗，大部分成員被處決，以下為1944年7月時預計的內閣名單：
- 聯邦大總統（國家元首）：路德維希·貝克
- 總理：卡爾·格德勒（隸屬德國國家人民黨）
- 副總理：威廉·洛伊施纳（Wilhelm Leuschner，隸屬德国社会民主党）
- 國會議長：保罗·勒贝（隸屬德国社会民主党）
- 最高軍事法庭庭長：汉斯·保罗·奥斯特
- 戰爭部長：弗里德里希·奧爾布里希特
- 內政部長：尤利乌斯·莱贝尔（隸屬德国社会民主党）或欧根·博尔茨（Eugen Bolz，隸屬德國中央黨）
- 外交部長：弗里德里希·维尔纳·冯德舒伦堡或烏尔里希·馮·哈塞爾（Ulrich von Hassell）
- 財政部長：埃瓦爾德·勒塞爾（Ewald Loeser）
- 重建部長（或內閣委員）：汉斯·科赫（英语：Hans Koch (lawyer)）（Hans Koch，隸屬認信教會）
- 中央銀行總裁（或經濟部長）：卡爾·布萊辛（Karl Blessing）
- 經濟部長：保罗·勒热纳-容（Paul Lejeune-Jung，隸屬德國國家人民黨）
- 農業部長：安德烈亚斯·赫尔梅斯（Andreas Hermes，隸屬德國中央黨）
- 司法部長：約瑟夫·維尔默（Josef Wirmer，隸屬德國中央黨）
- 警察總長：亨宁·冯·特雷斯科

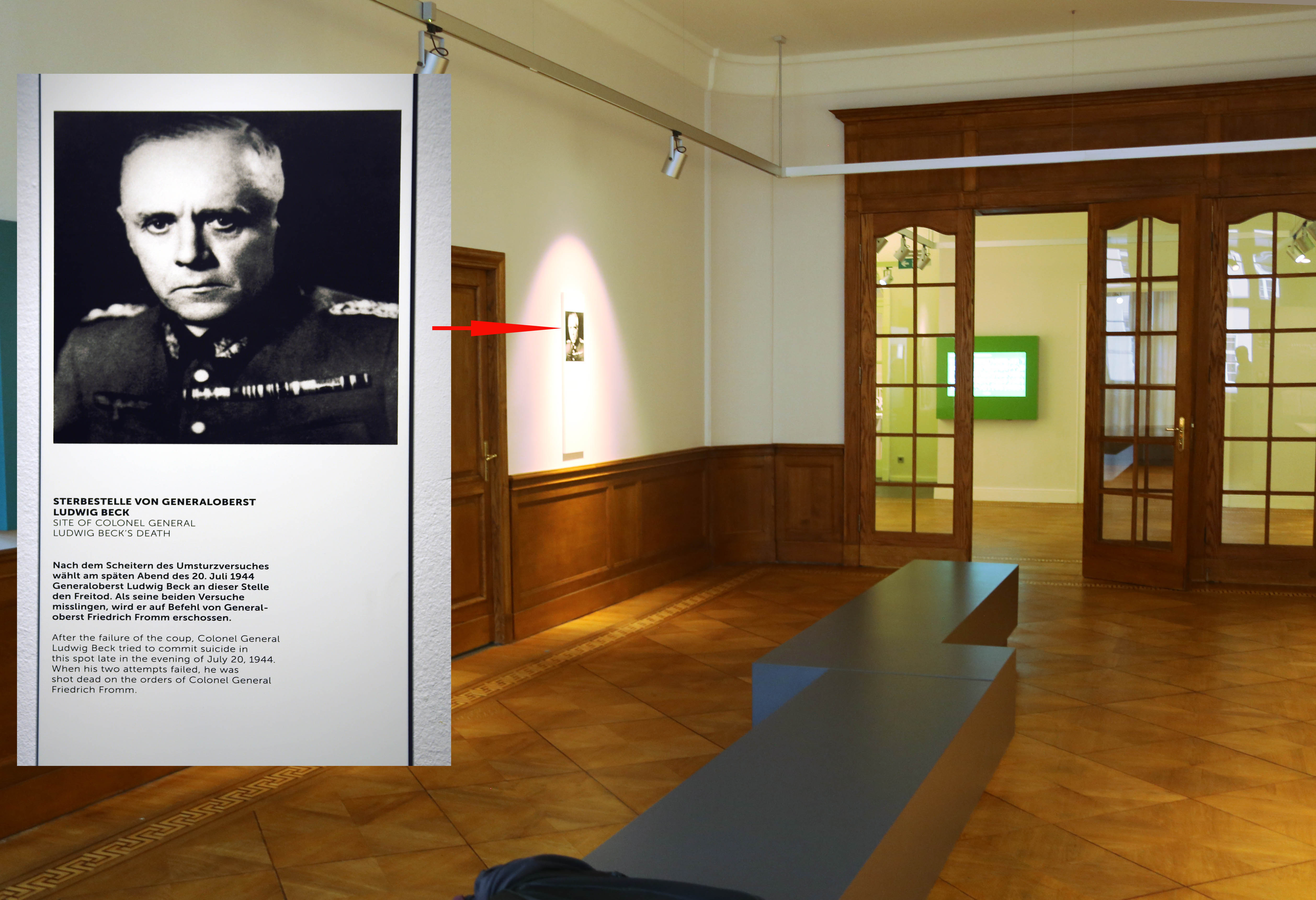
本德勒公馆内的贝克自杀之处

另外，阿爾貝特·施佩爾被密謀份子預定作為一位潛在的軍備部長人選，在一份推測政府內閣人選名單上所寫的問號旁邊有施佩爾的名字，但他們同時也指出，在希特勒死前不要接近該人。不單是因為施佩爾與希特勒是私人關係上最為親近的朋友，也能避免該人被親衛隊所逮捕。還有一點值得注意的是，該內閣成員有著德國的數個政黨，其中不包括納粹黨和共產黨。
然而這個陰謀迅速以失败告终，到了晚上，貝克被弗里德里希·弗洛姆將軍拘留。貝克請求允許保留他的私人手槍，並打算自殺以避免受到蓋世太保的酷刑。他向自己的頭部開槍，但只重傷了自己，弗洛姆的一名手下被派來對貝克的頸後開槍，贝克当场死亡。當晚，貝克和其他同謀者被秘密埋葬。

## 註腳
1. ↑  The list of proposed appointments from The History of German Resistance 1933–1945 p. 367.
2. ↑  Speer, Albert. Inside the Third Reich.